# The First Turn-On!
The First Turn-On! è un film del 1984, diretto da Lloyd Kaufman e Michael Herz, prodotto dalla Troma. È l'ultima delle sexy commedie adolescenziali prodotte dalla Troma tra il 1979 e il 1984.

## Trama
Un gruppo di teenager, (tre ragazzi e due ragazze), rimane imprigionato in una grotta durante un campeggio in riva a un lago. I cinque passano il tempo raccontandosi le rispettive esperienze sessuali.

## Produzione

### Cast
Il film doveva essere interpretato da Madonna. Kaufman e Herz avevano infatti incaricato i responsabili del casting di cercare ragazzi e ragazze in alcune discoteche. In una di queste fu notata una ragazza punk, che accettò di sottoporsi a un provino. La ragazza era Madonna.
Al provino, Madonna si presentò vestita allo stesso modo di Cercasi Susan disperatamente e venne invitata a tornare per un secondo provino, con un vestito sexy. A questo provino assistette il solo Herz, poiché Kaufman si trovava al Festival di Cannes. Herz scartò Madonna, poiché a suo dire indossava un abbigliamento non consono al personaggio che doveva interpretare nel film (vale a dire una ragazza vestita di rosa che partecipa all'orgia nella grotta).
In due parti minori appaiono anche Vincent D'Onofrio e Mark Torgl, che l'anno successivo avrebbe interpretato Melvin Ferd prima che diventi The Toxic Avenger in Il vendicatore tossico.

## Collegamenti ad altre pellicole
- In Tromeo and Juliet, co-diretto da Lloyd Kaufman e James Gunn nel 1996, un personaggio indossa una maglietta con su scritto The First Turn-On!.